# 梅楚卡
梅楚卡（藏語：སྨན་ཆུ་ཁ།，罗马字母拼写：Mainquka）是印度阿鲁纳恰尔邦希尤米县的一个城镇，该地区属于中华人民共和国与印度领土争议地区，中国将其划归西藏自治区山南市错那县管辖。是中华人民共和国民政部第一批增补藏南地区公开使用地名中的一个。 梅楚卡位于锡约尔河主支巴恰西仁河畔，是上珞瑜（珞瑜地区）的要地之一。